# ذراع الذيب (الحد)

تعديل مصدري - تعديل

ذراع الذيب هي إحدى قرى عزلة الحد بمديرية الحد التابعة لمحافظة لحج، بلغ تعداد سكانها 451 نسمة حسب تعداد اليمن لعام 2004.